# Antonio Martínez Ares
Antonio Martínez Ares, (Cádiz, 8 de febrero de 1967) es un músico, poeta y cantautor nacido en Cádiz, además de ser un reconocido autor de comparsas en el Carnaval de Cádiz. 
Se contemplan dos etapas de este autor, de 1984 a 2003, con un parón de 13 años, y de 2016 hasta la actualidad.
En 2016, retomó su participación en el concurso de agrupaciones, en el cual, después de 13 años de ausencia, se llevó el primer premio de comparsas con 'Los Cobardes'. Ha sido propuesto Medalla de Andalucía

## Biografía
Ha marcado un antes y un después en la historia del Carnaval gaditano, siendo considerado uno de los autores más importantes desde Paco Alba. De sus 28 comparsas, han sido ganadoras 10 de ellas y otras 13 se clasificaron para la final. Sorprendentes resultados de una música inscrita en una temática continuamente renovada al paso de los años dedicados al carnaval, con una impecable inspiración en Cádiz; mezclando la nostalgia con la actualidad.
En el año 2004 Martínez Ares apuesta por su voz e inicia su carrera como solista en la canción de autor con su primer disco titulado Por Martínez Ares. Escribe para cambiar las injusticias del mundo, sus letras dejan corazones al descubierto.
En este mismo año compone la banda sonora de la película Cosas que hacen que la vida valga la pena. La canción, del mismo título que la película, está interpretada por Pasión Vega, cantante para la que ya había compuesto varios temas en dos de sus discos —Pasión Vega (2001) y Banderas de nadie (2003)—, siendo en esa época su compositor principal. Además ha compuesto algunas canciones para otros artistas españoles como Pastora Soler o Raphael.
El 13 de noviembre de 2007 se hace pública la elección de Martínez Ares como pregonero del carnaval gaditano en 2008, sucediendo a Pasión Vega, pregonera en la edición de 2007.
El 2 de febrero de 2008 tiene lugar dicho pregón. Antonio, tal como hizo con su comparsa, sorprendió a todos con un pregón diferente. No se limitó solo al escenario habitual de la Plaza de San Antonio, durante el día se sucedieron varios pasacalles por el centro de Cádiz hasta llegar al lugar del pregón, comenzando en ese momento una pequeña obra de teatro de piratas, en la que se intercalaron varias de las canciones y coplas que hicieron famoso al pregonero. En una noche para el recuerdo, en la que millares de personas presenciaron un espectáculo como Cádiz se merece. Según sus propias palabras, con este pregón muere el Martínez Ares coplero, ya que no es su intención volver al mundo del carnaval.
El 4 de noviembre de 2008 estrena en el Gran Teatro Falla de Cádiz, su obra de teatro La gran final, donde se narra como se vive desde dentro la final del COAC. Recibe numerosas letras en el COAC, la mayoría de ellas en contra, ya que La gran final es una sátira de todo el universo carnavalesco, incluidos, por supuesto, los autores y sus propios egos.
El 15 de enero de 2010 comienza su andadura como comentarista de Onda Cádiz Televisión para la fase de preliminares del Concurso oficial de agrupaciones del carnaval de Cádiz. Además de comentar la fase de preliminares durante los años 2010 y 2011, presenta en Onda Cádiz Televisión un programa llamado De la C a la Z.
El jueves 2 de diciembre de 2010 se presentó en el Centro Municipal de Arte Flamenco La Merced, de Cádiz, Entre lo divino y lo humano, la biografía oficial del autor, escrita por el periodista José Manuel Caballero.
En 2013 edita su segundo disco en solitario en la canción de autor: Yo y mi CIRCUS tancia grabado en directo en la sala Pay-Pay de Cádiz en octubre de 2012.
En 2015 anuncia su vuelta al Gran Concurso de Coplas del Carnaval de Cádiz, a través de las redes sociales. Es tal la repercusión que tiene este autor que consiguió que el argumento fuera trending topic a nivel nacional.
Tras trece años de ausencia del COAC, en 2016 vuelve a participar con la comparsa "Los Cobardes" con la que logra, una vez más, un primer premio. Al frente de esta nueva agrupación se encuentra Rafita Velázquez, hijo también de un gran comparsista Rafa Velázquez "Mejicano" y antiguo componente de Martínez Ares.
Tras esto, ganaría el primer premio en 5 ocasiones. En 2024, la comparsa emitiría un comunicado en el que informaba que no saldrían por motivos de salud.

## Comparsas del Carnaval de Cádiz
- Requiebro (1984): Con 17 años Martínez Ares saca su primera comparsa. Su padre lo llevó a la Peña Nuestra Andalucía para que presentara un pasodoble a la comparsa, con la intención de que no gustara y a su niño se le quitara la idea del carnaval de la cabeza. Sin embargo, sus letras gustaron tanto que se convirtió en el letrista del grupo. Con un tipo de goyescos consiguió meterse en la final en su primer año, consiguiendo el sexto puesto. Iba acompañado por los comparsistas del grupo de Jesús Monzón, entre los que ya figuraba Ángel Subiela, que le ayudaron mucho en esta opera prima del autor. El estilo del grupo no era del todo el que le gustaba a Martínez Ares por lo que, a pesar de la ayuda recibida, decidió seguir por su camino forjando un nuevo y más juvenil grupo.

- Zombies (1985): Tras la primera experiencia con el grupo de la Peña Nuestra Andalucía, Martínez Ares forma un grupo propio en el que ya estaba el que durante muchos años sería su director, Ángel Subiela. El disfraz estaba inspirado en el videoclip Thriller de Michael Jackson y, como el propio nombre de la comparsa indica, era de muertos vivientes: ropa rota, cara blanquecina, pelo revuelto... La comparsa se quedaría sin poder optar a premio, en la ronda de semifinales.

- De locura (1986): Su tercera comparsa también se quedó en semifinales. Representaban inicialmente a unos locos con sus camisas de fuerza para, en mitad de la presentación, despojarse de las camisas y mostrar un tipo completamente plateado.

- Esto es Carnaval (1987): En su cuarto año sacando su propia comparsa, Antonio Martínez Ares vuelve a la final del concurso. Aunque no contaba en un principio para estar en la final, actuación tras actuación fue sorprendiendo con una comparsa que reclamaba la vuelta a lo clásico, a lo de siempre. Una comparsa llena de gente joven y en la que, como en las tres anteriores, cantaba el propio autor. Finalmente se hizo con el 4.º puesto. Tenía Martínez Ares 20 años. El tipo era sencillo. Una especie de babero con gorra del mismo color y un plumero, coloretes en la cara y los calcetines de distintos colores. Representaban a una comparsa a la que un grupo de gente pide que le cante en la calle.

- Entre tus brazos (1988): Este era el segundo año que el concurso de agrupaciones se celebraba en el Teatro Andalucía por las remodelaciones del Gran Teatro Falla. Por este motivo y porque se había prometido que el Falla estaría listo para ese carnaval, los dos grandes de la fiesta en esa época, Antonio Martín y Joaquín Quiñones, decidieron no presentarse. Antonio conseguiría un nuevo 4.º puesto, bajo las críticas de que, si había conseguido el puesto en la final, era porque "los buenos" no estaban. El tipo que representaban era el de muñecos que cobran vida para cantar en carnaval. Gran colorido sobre el escenario, destacando el decorado, que simulaba la habitación de una niña con las cosas más grandes que los comparsistas para dar la sensación de que eran realmente muñecos. Como detalle curioso, la presentación comenzaba con la niña hablando con los muñecos, algo que hoy en día es impensable, pues durante la actuación de una agrupación solo pueden hablar o cantar los integrantes de la misma.

- Con uñas y dientes (1989): Este año la comparsa se viste de gatos. Vuelven "los buenos" al Teatro Andalucía, a los que Antonio les dedicó un pasodoble bastante irónico en el que decía que, si ellos volvían, él se quedaría sin pisar la final y que les agradecía el habérselo permitido el año anterior. Su pasodoble se hizo realidad, y la comparsa se quedó en semifinales.

- Sonri-sillas (1990): Con esta comparsa el autor empieza a mostrar el estilo que posteriormente le haría saltar al primer plano carnavalesco. El grupo elige como director a Ángel Subiela. Sería el último año antes de la renovación de la comparsa en la forma de los pasodobles, la musicalidad y la puesta en escena. El tipo era de payasos, un homenaje al circo en el que se comparaba a este con el Carnaval. Según el autor, su idea no cuajó entre el público, por lo que, un año más, se quedó sin el premio de la final.

- Calabazas (1991): Es la vuelta al Falla y eso se recoge en las letras tanto de Martínez Ares como del resto de los letristas. Calabazas fue un gran salto de calidad en la trayectoria de Martínez Ares y consiguió el 2.º premio. La comparsa representaba a un típico espantapájaros: una calabaza por cabeza, cuerpo relleno de paja, ropa de colores y sombrero. Una de las piernas estaba oculta como si fuera el tronco al que todos estaban "atados" y, a la vez que levantaban la otra pierna, movían con unos hilos una de gomaespuma, simulando la postura normal de un espantapájaros. Los pasodobles de la final fueron sobre la droga y sobre las cosas que la ciudad había perdido por el paso del tiempo.

- Do re mi fa soleando (1992): Comparsa con gran colorido, representando a unos hombres orquesta. Llevan un bombo en la espalda, un platillo en el gorro, una armónica y una guitarra pequeña. Para tocar el bombo llevaban un palo en el codo que al moverlo hacia atrás hacia que sonara. Los componentes de la comparsa tuvieron que aprender a tocar la armónica y la guitarra y a coordinar los movimientos para que sonara el bombo. A la vez que tocaban hacían una pequeña coreografía. El tipo tuvo polémica, ya que coincidió con el de otra comparsa favorita, la de Antonio Martín. En el concurso, la comparsa accedió de nuevo a la final llevándose el 4.º premio.

- Los Miserables (1993): Tras 10 años de comparsas, en 1993 Antonio consigue el primer premio de la modalidad. Representaban a unos vagabundos con un saco que, según rezan sus coplas, estaba lleno "de carnaval". Llevaban la barba y el pelo blanqueados, al igual que la cara; una chaqueta roja con remiendos, pantalones blancos y un sombrero envejecido. En uno de sus pasodobles, Antonio hacía una crítica bastante dura a la Iglesia Católica, personificándola en la figura del Papa Juan Pablo II. Esta dura crítica le costó ser expulsado de su cofradía de Semana Santa, lo que desató una gran polémica.

- La Ventolera (1994): Un año después del primer premio de Los Miserables, Antonio repite el máximo galardón con La Ventolera, en la que daban vida a unas veletas. Vestidos con chaqueta, pantalón, gorro y pañuelo anudado al cuello, todo ello de color cobre, maquillados del mismo color, de la cintura salían las cuatro puntas de una veleta, señalando a los cuatro puntos cardinales. Dichos puntos los repasaban en el estribillo, que terminaba diciendo "déjame en el sur, que allí sopla Cai, lo que más quiero". Recordaron la polémica del año anterior por la crítica a la Iglesia con un pasodoble en el que Martínez Ares se despedía del Nazareno, imagen que cargaba hasta el año anterior.

- El Brujo (1995): Con esta agrupación Martínez Ares le hizo un homenaje a Paco Alba, creador de la comparsa, del que se cumplían 20 años de su muerte. Para ello se sirvieron del apodo del comparsista, "El Brujo", representando a brujos de la Edad Media. A la espectacularidad del tipo se le añadieron efectos visuales, como las lenguas de fuego que usaban en el estribillo. Todos los pasodobles llevaban al principio unos versos de algún pasodoble de Paco Alba a modo de introducción, en el que se hablaba del mismo tema que se iba a exponer, dando a entender que la historia siempre se repite, que lo que pasaba ayer, vuelve a pasar hoy. El Brujo se llevó el 2.º premio de la modalidad de comparsas. Aun así, para muchos aficionados forma, junto a Los Miserables y La Ventolera, la mejor época de Antonio Martínez Ares.

- La Trinchera (1996): Este año la comparsa sufrió una pequeña remodelación, aunque la base de la comparsa seguía siendo la misma. Pese al cambio de algunas voces importantes en los años anteriores, la comparsa volvió a subir a lo más alto, llevándose por tercera vez en cuatro años el 1.º premio. Representaban a unos soldados que estaban, como indica el nombre de la agrupación, en la trinchera, para defender a Cádiz de sus enemigos.

- El Vapor (1997): Jugando con el nombre del famoso "Vaporcito del Puerto", Martínez Ares sacó este año unos fogoneros que intentan darle vida, con mucho esfuerzo, a su tren, que es Cádiz. El tipo lo componía un mono azul, una gorra gris y dos pañuelos, uno rojo y otro negro, anudados al cuello. Detrás de la comparsa estaba la máquina de su Vapor, una locomotora formada por el Torreón de Puerta Tierra, la chimenea de la antigua fábrica de tabaco y la cúpula de la catedral. Destaca este año el pasodoble a Antonio Martín, su máximo rival, que ese año fue nombrado pregonero tras 30 años en el mundo del carnaval y el magnífico trío de voces que formaban las tres voces más preciosista de la comparsa, Fernandi, Carli y Paquito Catalán. Precisamente Antonio Martín fue el único que este año superó a Martínez Ares, que se tuvo que conformar con el 2.º premio.

- Los Piratas (1998): Un año después vuelven a conseguir el primer premio, vestidos de piratas, bucaneros del galeón "La Invencible". Cada uno de los componentes de la comparsa iba vestido de diferente forma, separando así los mandos del barco de la tripulación: capitán, contramaestre, marineros rasos... Acompañando a los comparsistas estaba el citado galeón, con un enorme esqueleto en el mascarón de proa. Una comparsa muy metida en el tipo, sobre todo en la presentación y poupurrí, donde además de cantar representaban escenas propias de una obra de teatro. Grandes críticas del autor al maltrato de toda una vida y también haciendo referencia una vez más como en años anteriores a la iglesia y haciendo una de las alabanzas más bonitas al nacimiento de su hijo, una comparsa que deja los sentimientos a flor de piel. Una prueba de lo grande que llegó a ser dicha comparsa y dicho autor, fue la encuesta realizada por Diario de Cádiz a los más de 100 letristas de comparsa que se citaron en el concurso de 2010, en las que se vio un claro resultado que decía que Antonio Martínez Ares y su comparsa Los Piratas eran el mejor autor de comparsas y la mejor comparsa de la historia del Carnaval de Cádiz.[9]

- Los Templarios (1999): Representando a unos soldados templarios consiguieron el tercer premio en 1999. Estos templarios nos dicen que pelean a muerte por defender a Cádiz, su Tierra Santa. Del tipo destacar los escudos, personalizados para cada uno de los componentes; cada uno representaba un trócito de Cádiz: las Puertas de Tierra, la catedral, las mojarras, los vientos, las troneras junto al mar, la Caleta...La presentación es una metáfora en la que compara el concurso con una batalla, donde las agrupaciones son reinos que luchan entre ellos usando las gargantas como si fueran espadas. En el estribillo hacían una especie de coreografía: en él se van nombrando uno a uno a todos los caballeros por el dibujo de su escudo, acabando todos en primera fila, uno al lado del otro, simulando ser las murallas de Cádiz, y las manos de los componentes las olas que rompen en ellas.

- La Milagrosa (2000): En el año 2000 Antonio nos trae unos buhoneros como los que salían en las películas del oeste. Llevan un carro, La Milagrosa, en el que venden "trocitos" de Cádiz. Tras varios años sin cantar en la comparsa, el propio Martínez Ares estaba presente en las actuaciones dentro del carro, pero tan solo como figurante, sin poder actuar. La agrupación se vio envuelta en una polémica que poco o nada tuvo que ver con la comparsa en sí misma, y sí más con las ideas de la Asociación de Autores, de las que Martínez Ares formaba parte. A esto se le sumó la no clasificación de la comparsa a la Gran Final, con lo que Martínez Ares se quedaba fuera de la final tras 9 finales consecutivas. Por problemas internos la gran mayoría de la comparsa se desliga del autor, entre ellos Ángel Subiela, que lo acompañaba desde sus inicios, por lo que para el año siguiente Antonio tuvo que buscarse un grupo prácticamente nuevo.

- La Niña de mis Ojos (2001): Tras la ruptura del año anterior, Paco Trujillo se hace cargo de la dirección de la comparsa que durante tantos años llevara Ángel Subiela. A este grupo formado por los antiguos componentes de las comparsas de Martínez Ares en su mayoría le comenzó a escribir Juan Carlos Aragón, compositor hasta entonces de chirigotas, comenzando así una gran rivalidad entre estas dos comparsas por los mejores premios. Aunque perdió a las voces más importantes de sus últimos 10 años, Antonio formó un grupo joven que sorprendió al público y consiguió el quinto 1.º premio del autor. Representaban a unos ciegos de la época del Lazarillo de Tormes, con venda en los ojos que llevaban durante toda la actuación. Estos ciegos llegan a Cádiz y, aunque no pueden verla, quedan maravillados de la ciudad.

- La Revolución (2002): En 2002 la comparsa cambia totalmente de estilo y nos trae a un grupo de revolucionarios cubanos. En la presentación hacen gala de las grandes voces que tenía el grupo, haciendo varios solos y dúos. Este año estuvo marcado por el enfrentamiento de la comparsa con la del antiguo grupo, escrita ese año por Juan Carlos Aragón Becerra. Ambas coincidieron en la misma sesión, tocándole actuar primero a la comparsa de Martínez Ares. Esta cantó un pasodoble homenajeando al Piru, un amigo componente de su anterior grupo y fallecido poco antes. La letra del pasodoble decía que la pelea entre Antonio y el antiguo grupo quedaba olvidada ante la muerte del Piru. La comparsa de Subiela y Aragón cantó luego un cuplé con una dura crítica al citado pasodoble de Martínez Ares, lo que originó un gran revuelo en el Teatro. En lo carnavalesco la comparsa de Aragón consiguió el 1.º premio y superó a La Revolución, que obtuvo el 2.º puesto, por un punto de diferencia.

- Calle de la Mar (2003): Bajo la premisa de que todas las calles de Cádiz te llevan al mar, representaba un barco, el "Taza de Plata", capitaneado por 15 marineros. Como ya ocurriera con la locomotora de El Vapor, el barco estaba formado por monumentos gaditanos, como la puerta de la Caleta o la diosa Gades. Calle de la Mar consiguió el 3.º premio en un año muy disputado en comparsas (la 4.ºagrupación (que fue la de Aragón y Ángel Subiela) se quedó a solo 11 puntos del 1.º premio). Durante el concurso y los días previos se especuló con que Calle de la Mar podría ser la última comparsa de Antonio, puesto que el autor llevaba ya varios años colaborando con artistas como Pasión Vega. Sin embargo, no fue hasta pasado el concurso cuando Martínez Ares comunicó que dejaba el carnaval, puesto que según él "quería dejar el carnaval como lo comencé, sin armar ruido". Aun así, una parte del popurrí ya dejaba entrever que para 2004 faltaría, tras 20 años seguidos, la comparsa de Martínez Ares en el Falla.

- Los Cobardes (2016): Tras anunciar su vuelta al Carnaval, Antonio anuncia el nombre de su comparsa: "Los cobardes" ya que según él "Hombre cobarde no conquista a mujer bonita". Consiguiendo un 1.º premio. De nuevo, crea mucha polémica entre los gaditanos y carnavaleros, ya que era muy extraño que tras 13 años sin presentarse al concurso obtuviera un 1.º premio. Esta comparsa está dirigida por Rafa Velázquez, hijo de un antiguo componente de la misma "Rafa El Mejicano". Representan a unos camaleones, que no se esconden bajo las críticas.

- La Eternidad (2017): Manteniendo las bases del grupo anterior, el grupo canta vestidos de Caronte, consiguiendo el 2.º puesto. Tanto el maquillaje como el tipo está inspirado en catrinas mejicanas. Esta comparsa consigue darle un giro a la muerte, la hace más dulce; donde dice que Caronte se lleva a todos los fallecidos de Cádiz al otro Cádiz. Teniendo como repertorio en la final dos pasodobles que levantan a todo el teatro cerrando la Final del concurso, los pasodobles tratan de una huérfana a la que devuelve a la vida, la cual acompaña durante toda su existencia hasta que muere y se reencuentra con su madre, teniendo como segundo pasodoble al mejor de este año, que trata de una recopilación de más de 30 agrupaciones de las cuales solo nombra la frase más conocida, este pasodoble se convierte en un himno para Cádiz.

- El Perro Andalú (2018): este año, Christian deja la comparsa y entra en ella Miguel Nández. Con el resto de componentes se presenta a esta edición con un tipo que reivindicaba el trato que reciben los andaluces. El grupo se iba a llamar en un principio "Los Ejemplares". Vestidos de bufones, recibieron la Aguja de Oro, galardón que recibe la agrupación con mejor disfraz. Ganaron un discutido 4.º premio que según muchos aficionados del Carnaval debería haber sido un 1.º (Premio conseguido por "Los mafiosos" de Juan Carlos Aragón). Cabe destacar sus continuas menciones en el cuarteto "El Equipo A minúscula - Comando Caleti" de Manuel Morera Rioja (1.º premio en la modalidad de cuartetos). Debido a esto se ganó el apodo de "Goku". De hecho, salió en la Final dando una "sorpresa" a sus componentes. En la final, un componente de este cuarteto canta con ellos un cuplé, el teatro se levanta, cerrando la final. Tanto el tipo, como el maquillaje y la escenografía han dado mucho que hablar, ya que era de carácter muy identificativo para los andaluces. En la última cuarteta del popurrí, este gran autor quiere decirnos que luchemos por lo que queremos y que pese a la indumentaria, debajo de esta quedan andaluces que desafían lo que encuentran cada día.

- Los Carnívales (2019): Ares busca en su obra diferenciarse de lo anterior, para lograrlo esta vez, el autor opta por parecerse a lo que fue, sacando la obra más clásica que se le recuerda desde su regreso. Encuentra en el pasado la receta para enterrar el vanguardismo del Perro Andaluz.  Dos cambios significativos en el grupo, el contralto Antonio Moncada y el octavilla Toni Piojo abandonan la comparsa y son reemplazados por Nico García, ex componente de la comparsa “Los Mafiosos”, y Fali Vila, un viejo conocido que regresará en su tercera etapa junto al “Niño”.
- La Chusma Selecta (2020): el 27 de junio de 2019 Antonio Martínez Ares anuncia el nombre de la comparsa con la que participará en el Carnaval de Cádiz 2020.[10] La agrupación se llamará "La chusma selecta" en un cariñoso homenaje al fallecido Juan Carlos Aragón, el cual solía utilizar este apelativo para denominar a los aficionados del Carnaval de Cádiz. Juan Carlos Aragón usó también esta «cariñosa» denominación en el título de su primer libro, "El Carnaval Sin Apellidos. Un arte mayor para una chusma selecta". En cuanto a la composición del grupo se mantendrán los mismos componentes que en 2019. La agrupación realiza un claro homenaje a Juan Carlos Aragón en su presentación, donde narra la capilla ardiente instalada en el hall del Gran Teatro Falla. Llama la atención en su puesta en escena la recreación de un salón burgués con dos grandes lámparas de araña con tintes carnavalescos y un techo que refleja sus 25 años de Comparsas en el COAC. "La Chusma Selecta" tras rivalizar con Tino Tovar, Kike Remolino y "Jona", obtiene un segundo premio.
- Los Sumisos (2022): con este nombre anuncia el autor gaditano el nombre de su comparsa como respuesta ante la incertidumbre que se presenta. Continuación de la comparsa anterior, La Chusma Selecta, donde se muestra la misma escenografía con un toque más decadente. Y es que son muchas voces, incluidas representantes municipales y de las propias agrupaciones, que ven prácticamente imposible la celebración del concurso del Falla en el mes de febrero de 2022 debido a la situación de la pandemia que ha obligado a realizar tantos cambios en la forma de relacionarnos y convivir.[11]
- La Ciudad Invisible (2023): el autor vuelve a continuar la historia de su comparsa anterior cerrando una trilogía. En esta tercera parte cuenta cómo a estos payasos, en referencia al tipo de la comparsa del año anterior, quieren meterlos presos por 20 años. Se escapan de la prevención y ahora viven en esa ciudad invisible, soterrada, y siguen cantándole a la libertad.
- La oveja negra (2024): El autor agranda su historia logrando 3 primeros premios consecutivos, algo que no se conseguía desde finales de los 80 con Antonio Martín.[12] Según Juandi Aragón (Achicarte, creadores del tipo), para plasmar la idea se han tomado como referencias el estilo punky, de ahí la cresta; el tema de drag queen, de ahí las hombreras grandes, las botas; incluso detalles de la estética sadomasoquista.[13] El grupo se presentaba sin forillo para romper con la trilogía anterior.[14]
- Los Cuervos (2025): El autor no se presenta al concurso debido a problemas de salud.[8] Sin embargo, presentará una comparsa antológica con el nombre de Los Cuervos por los teatros de Andalucía.[15]

| Año  | Agrupación          | Puesto  |
| ---- | ------------------- | ------- |
| 2025 | Los Cuervos         | No sale |
| 2024 | La Oveja Negra      | 1       |
| 2023 | La Ciudad Invisible | 1       |
| 2022 | Los Sumisos         | 1       |
| 2020 | La Chusma Selecta   | 2       |
| 2019 | Los Carnívales      | 1       |
| 2018 | El Perro Andalú     | 4       |
| 2017 | La Eternidad        | 2       |
| 2016 | Los Cobardes        | 1       |
| 2003 | Calle de la Mar     | 3       |
| 2002 | La Revolución       | 2       |
| 2001 | La Niña de mis Ojos | 1       |
| 2000 | La Milagrosa        | SF      |
| 1999 | Los Templarios      | 3       |
| 1998 | Los Piratas         | 1       |
| 1997 | El Vapor            | 2       |
| 1996 | La Trinchera        | 1       |
| 1995 | El Brujo            | 2       |
| 1994 | La Ventolera        | 1       |
| 1993 | Los Miserables      | 1       |
| 1992 | Do re mi fasoleando | 4       |
| 1991 | Calabazas           | 2       |
| 1990 | Sonri-sillas        | SF      |
| 1989 | Con Uñas y Dientes  | SF      |
| 1988 | Entre tus Brazos    | 4       |
| 1987 | ¡Esto es Carnaval!  | 4       |
| 1986 | De Locura           | SF      |
| 1985 | Zombis              | SF      |
| 1984 | Requiebro           | 6       |

SF = Semifinalista
- Primeros Premios: 10
- Segundos Premios: 6
- Terceros Premios: 2
- Cuartos Premios: 4
- Quintos Premios: 0
- Sextos Premios: 1

### Otros premios
- Antifaz de Oro: 2020[16]
- Premios Coplas para Andalucía: 1998, 2018, 2020, 2022,[17] 2024
- Aguja de Oro: 2018[18]

## Discografía

### En solitario en la canción de autor
- Por Martínez Ares (2004)
- Yo y mi circus-tancia (2013)

### Con su comparsa
- Cai, siempre Cai (1998)
- Villancicos Piratas (1998)
- Esto no es carnaval, sólo lo parece (DVD) (2000)
- Al Caldero (2016)

## Teatro
- La gran final (2008).

## Retiro del Falla por motivos de salud
El 22 de octubre de 2024 la comparsa publicó en X un comunicado en el que informaba de que su futura comparsa: Los Humanos, no se presentaría en el COAC por problemas de cefalea crónica del autor. El comunicado decía: 
Querida familia. 
Sabemos que muchos de vosotros estáis esperando con ganas nuestra nueva comparsa para el COAC 2025, y que ya habíamos anunciado el nombre: Los Humanos. Sin embargo, lamentablemente, este año no podremos salir.
Antonio Martínez Ares ha estado sufriendo durante varios meses un problema de cefalea crónica tensional que le impide trabajar con normalidad. A pesar de sus esfuerzos y de sus ganas, no se encuentra en condiciones de escribir la comparsa que nuestra afición merece. Por tanto, ha decidido que lo más sensato es esperar hasta que su salud mejore pueda volver al 100%.
Es una decisión difícil, pero creemos que es la correcta. Queremos agradeceros de corazón todo el apoyo y cariño que siempre nos dais. NO es un adiós, sino un hasta luego. Volveremos cuando las circunstancias nos permitan.
Gracias por vuestra comprensión. Nos veremos muy pronto.